# Ophiuche mactatalis
Ophiuche mactatalis là một loài bướm đêm trong họ Erebidae.